# Т-12
Т-12 — середній маневрений танк періоду між Першою і Другою світовими війнами. Побудований у СРСР в єдиному екземплярі.
Технічне проєкт танка Т-12 було виконаний у 1928 Головним танковим конструкторське бюро Орудійно-арсенального тресту (ГКБ ОАТ). Для виготовлення танку був вибраний Державний Харківський паровозобудівний завод (ДХПЗ), який, серед іншого, випускав гусеничні трактори «Комунар». Для цих робіт був створений Танковий відділ у складі СКБМ ДХПЗ (засновником і першим керівником спеціального конструкторського бюро машинобудування (СКБМ) був видатний конструктор Іван Никанорович Алексенко). На ГКБ ОАТ (керівник — головний конструктор С. Шувалов) було покладено загальне керівництво проєктом і розробка броньованого корпусу, башти танка, установки озброєння та робочих місць екіпажу. Танковий відділ заводу (завідувач СКБМ — І. Н. Алексенко) розробляв трансмісію та ходову частину танка, а також супроводжував виробництво дослідного зразку маневреного танка.

## Проєкт танка
В концепцію танка Т-12 був покладений досвід, отриманий при проєктуванні та серійному випуску танка Т-18, та ідеї багатошарового розміщення озброєння, що було у дослідних зразках американського середнього танка типу Т-1 (1921—1925). Броньований корпус та башта мали виготовлятися з 12 та 22-міліметрових броньованих листів. Силовою установкою танка мав бути вітчизняний танковий карбюраторний двигун потужністю 180 кінських сил. За проєктом бойова вага танка повинна була становити 14,5 тонн.
На озброєнні танка мали бути 45-мм півавтоматична гармата конструкції Соколова, два спарені кулемети конструкції Федорова-Іванова у кульовій установці, що була спроєктована Шпагіним, у головній еліпсоподібній башті та ще один спарений кулемет Федорова-Іванова в окремій циліндричній кулеметній башті, яка розташовувалась на даху головної башти. Розглядалося можливість озброєння маневреного танка 57-мм гаубицею конструкції Сечентова та трьома кулеметами.
Екіпаж танка був передбачений у складі чотирьох осіб: командир танка (він же обслуговував кулемет малої башти), командир башти, баштовий стрілець та механік-водій.

## Виготовлення дослідного зразка
При виготовленні танка Т-12, який розпочався 13 жовтня 1928, його проєкт переглядався відповідно до виробничих можливостей ХПЗ. Так еліпсоподібну башту було замінено на багатогранну. Цей танк був першим на заводі, тому виготовлення дослідного зразка проходило в умовах повної відсутності якісних матеріалів, спеціального обладнання, кваліфікованих кадрів. Броньований корпус, башта та ходова частина танка були зібрані 15 жовтня 1929. Для зменшення вартості у дослідному зразку корпус і башта танка було виготовлена з конструкційної, неброньованої сталі.
У січні 1930 танк здійснив перший самостійний пробіг по заводському цеху. Заводські випробування почалися у лютому 1930. Усувалися виявлені недоробки. Так у квітні 1930 доводились окремі вузли трансмісії та ходової частини, які вийшли з ладу, після того як танк пройшов 2 кілометри по м'якому ґрунту В подальшому танк долав усе більшу відстань. Вирішувалося проблеми перегріву коробки передач, відмови другої передачі, закипання води в системі охолодження двигуна, спадання правої гусеничної стрічки при повороті на м'якому ґрунті.

## Випробування
Офіційні випробування танка проходили з 28 квітня по 9 травня. Одночасно було проведено артилерійській обстріл 22-мм та 18-мм еталонних броньових плит.
Згодом дослідний зразок маневреного танка Т-12 був відправлений до підмосковного полігону в селищі Кубинка для проведення військових випробувань.
11 липня 1930 року відбувся показ нового танка командуванню РСЧА. Танк успішно виконав денну програму випробувань. По твердому ґрунту танк рухався з швидкістю 26 км/год, а під час короткочасного підвищення оборотів двигуна — до 30 км/год. Танк легко долав окопи шириною 2 метри, подолав підйом 35 — 36 градусів.
Стрільба з станкового кулемета Кольта, що був встановлений у кульовій установці Шпагіна у головній башті, була досить вдала — під час руху танка в мішень попадало до 60 % куль. Першу пробну стрільбу з 45-мм гармати конструкції Соколова було проведено 12 липня 1930, так як гармата прибула на полігон з запізненням.
Було виявлено ряд суттєвих вад: через налипання ґрунту спадала гусенична стрічка, після 20 перемикань перестали фіксуватися ввімкнені передачі та інші.

## Закриття програми танка Т-12
Хоча було прийняте рішення про прийняття танка на озброєння, маневрений танк Т-12 у серійне виробництво не пішов, так як наприкінці липня 1930 на кубинський полігон з Харкова прибув дослідний зразок нового маневреного танка Т-24. У цій моделі танку були враховані проблеми, що виникали при створенні Т-12.

## Цікаві факти
У жовтні 1928 у танковий відділ був зарахований технік з креслення О. Морозов — один з творців Т-34.